# 斐济国徽
斐濟國徽是一面盾徽，由1908年7月4日發出的專利特許證授予。上方紅地，繪有一隻持有可可豆莢的獅子。下方被一聖喬治十字劃為四個象限，四角分別是甘蔗、椰子、和平鴿和香蕉。盾上方有一紅白花環，上方飾有一艘帆船。兩側各由一名手持武器的斐濟人守護著。飾帶上書有國家格言「敬畏上帝，榮耀國王」。